# Алтварп
Алтварп (њем. Altwarp) општина је у њемачкој савезној држави Мекленбург-Западна Померанија. Једно је од 54 општинска средишта округа Икер-Рандов. Према процјени из 2010. у општини је живјело 565 становника. Посједује регионалну шифру (AGS) 13062002.

## Географија
Алтварп се налази у савезној држави Мекленбург-Западна Померанија у округу Икер-Рандов. Општина се налази на надморској висини од 5 метара. Површина општине износи 32,5 km².

## Становништво
У самом мјесту је, према процјени из 2010. године, живјело 565 становника. Просјечна густина становништва износи 17 становника/km².